# Affreschi della chiesa di San Silvestro
Gli affreschi della chiesa di San Silvestro sono un ciclo pittorico ad affresco, dipinto dal Maestro di Beffi per la chiesa di San Silvestro all'Aquila.

## Storia
Nella seconda metà del Trecento, al completamento dell'edificazione della chiesa di San Silvestro — le cui vicende costruttive, assai dibattute, sono datate tra il XIII e il XIV secolo —, si cominciò la realizzazione dell'apparato decorativo. Le notizie storiche in tal senso sono scarne, tanto più che le decorazioni vennero rimaneggiate nei secoli seguenti per via dei danni causati dal sisma del 1461 e per il crescente prestigio della famiglia Branconio che influenzò la storia della stessa San Silvestro.
L'opera venne restaurata alla metà del XVI secolo, come testimoniato da un'iscrizione incompleta rinvenuta alla sinistra dell'arco trionfale.
In seguito al terremoto dell'Aquila del 1703, la chiesa subì numerosi danni e, come il resto del patrimonio monumentale cittadino, venne rinnovata nel nuovo gusto barocco. La ricostruzione comportò l'installazione di sovrastrutture lignee al di sopra dell'apparecchio murario, cosicché le decorazioni risultarono totalmente occultate e furono riscoperte solamente nel secondo dopoguerra, in seguito ad un restauro commissionato dalla Soprintendenza nel 1946 su impulso dello storico Umberto Chierici. In precedenza, fu Luigi Serra ad avanzare l'ipotesi di affreschi sulla volta absidale, lamentandone la perdita.
L'attribuzione delle pitture al Maestro di Beffi, già avanzata dal Chierici al momento della scoperta, fu successivamente confermata dagli studi di Enzo Carli e Ferdinando Bologna, con quest'ultimo che ipotizzò la collaborazione del giovane Giovanni da Sulmona.

## Descrizione
Gli affreschi di San Silvestro sono localizzati nell'area absidale della chiesa ma, in origine, dovevano probabilmente interessare anche le pareti delle navate. Vennero realizzati tra il 1390 e il 1420 e sono un pregevole esempio di gotico internazionale.
La decorazione principale è quella che copre l'abside maggiore con la Maestà del Cristo, al centro di una mandorla trionfale sorretta da sei angeli in un cielo blu intenso e circondato dagli Evangelisti, dalla Vergine Maria e da San Giovanni battista. Particolarmente interessante la raffigurazione di San Matteo, dipinto con due paia d'ali come da tradizione paleocristiana, mentre altre figure — forse raffiguranti i committenti del ciclo d'affreschi — sono ormai irriconoscibili.
Nell'archivolto è la Madonna con Bambino che, per la posizione singolare delle mani del Bambino (una nell'atto di dare la benedizione e l'altra portata alla bocca), anticipa la posa di quello della Maestà di Masaccio. Anche in questo caso, la Madonna è al centro di una mandorla contornata da angeli e impreziosita da una tripla cornice cromatica. Completano la composizione altri angeli collocati agli angoli del dipinto, di cui uno raffigurato nel gesto di influenza lorenzettiana del pollice volto all'indietro.
L'arco trionfale riporta l'Adorazione dei Re Magi: si tratta di un'unica scena in cui la Sacra Famiglia è raffigurata in posizione eccentrica all'angolo di sinistra mentre il resto della composizione riproduce l'intero corteo. Sopra una delle colonnine del pilastro di sinistra, è stato inoltre rinvenuto un frammento d'iscrizione datato alla metà del XVI secolo.
Altri frammenti sono collocati in diverse aree della chiesa.